# Bagdogra
Bagdogra er en by i det nordlige Vestbengalen i Indien. Byen er omgivet af områder, hvor der dyrkes te.
Bagbogra har en lufthavn, Bagdogra Airport.